# کلات (گناباد)

روستای کلات.

کلات، نام روستایی است از دهستان زیبد، بخش کاخک در دامنهٔ کوه‌های جنوبی شهرستان گناباد. از شمال به یک دشت وسیع که به شهر گناباد منتهی می‌شود و از جنوب به کوه‌هایی متصل می‌باشد که به روستای باغستان علیا از توابع شهرستان فردوس منتهی می‌شود و از غرب به روستای سقی و از شرق با روستاهای فخ، دیسفان و شهر کاخک همجوار است.

## جمعیت
در سال‌های ۱۳۵۰ تا ۱۳۷۰ این روستا دارای ۴۰۰ خانوار بوده و جمعیتی بالغ بر ۲۰۰۰ نفر داشته‌است. اما با مهاجرت جوانان روستا به شهرهای بزرگ نظیر مشهد و تهران جمعیت روستا رو به کاهش می‌باشد به گونه‌ای که اکنون شاید بتوان گفت به‌طور تقریبی بیش از ۲۰۰ خانوار در روستا زندگی نمی‌کنند و جمعیت روستا در حالت عادی به ۱۰۰۰ نفر هم نمی‌رسد. در مراسم مذهبی محرم و اعیاد باستانی نظیر نوروز با بازگشت جوانان به زادگاهشان جمعیت روستا به ۵۰۰۰ نفر هم می‌رسد.

## اقتصاد
مردم روستای کلات در فصول مختلف به کارهای متعددی اشتغال دارند.
کار اصلی مردم روستا کشاورزی است که از اواخر زمستان با کاشت غلات شروع می‌شود. پس از کشت غلات نوبت به کشت‌های بهاره نظیر سبزیجات و صیفی جات می‌رسد. این محصولات شامل خیار سبز، تره، جعفری، ریحان، مرزه، لوبیا سبز و گوجه فرنگی می‌شود.
مردم روستا در کنار کشاورزی خود کارهای متعددی از قبیل دامداری نیز دارند. به این منظور در کنار کشت محصولات یاد شده کاشت علوفه‌های دامی نظیر یونجه، شبدر، ذرت علوفه‌ای و چغندر به منظور تأمین نیاز دام‌های اهالی نیز انجام می‌شود.
دام‌های تحت پرورش شامل گوسفند، گاو و مرغ می‌شود. البته در فصل بهار پرورش کرم ابریشم که از کارهای با درآمد مناسب است نیز انجام می‌شود.
از دیگر اقلام قابل کشت در روستا زعفران می‌باشد. این محصول مدت هاست که در این منطقه کشت می‌شود و پیشینهٔ کاشت آن اگر قدیمی تر از زعفران قائنات نباشد هم دوره با آن می‌باشد.
اقتصاد چند محصولی این منطقه این امکان را به مردم داده‌است که در صورت افت قیمت یا خسارات طبیعی وارده به برخی از محصولات، مردم دچار تنگدستی و فقر نشوند.

## توابع روستا
تمامی روستاهایی که در حوزهٔ آبریز روستای کلات قرار دارند از توابع روستا محسوب می‌شوند. این روستاها به ترتیب از ابتدای حوزهٔ آبریز که از گردنه کلات شروع می‌شود عبارتند از: روستای کارشک، روستای تک میدان، روستای زو، روستای میموند، روستای کج‌آباد، و آبادی‌های تک تنوره، تک درواس، کلاته کربلایی مختار می‌باشد. در کنار روستا نیز آبادی‌های دیگر هستند که جزو روستاهای تابعه کلات محسوب می‌شوند اما در درهٔ تنگل کلات واقع نشده‌اند از جمله مهم‌ترین آن‌ها روستای محمدآباد است که جمعیت بالایی نیز دارد و در شرق روستا واقع است. آبادی‌های دیگری نظیر کلاته ملا نبی نیز در غرب روستا واقع است.